# Hidden Valley
Hidden Valley – jednostka osadnicza w Stanach Zjednoczonych, w stanie Indiana, w hrabstwie Dearborn.